# Apteropeda globosa
Apteropeda globosa es un coleóptero de la familia Chrysomelidae. Fue descrita en 1794 por Illiger.